# Tjärn

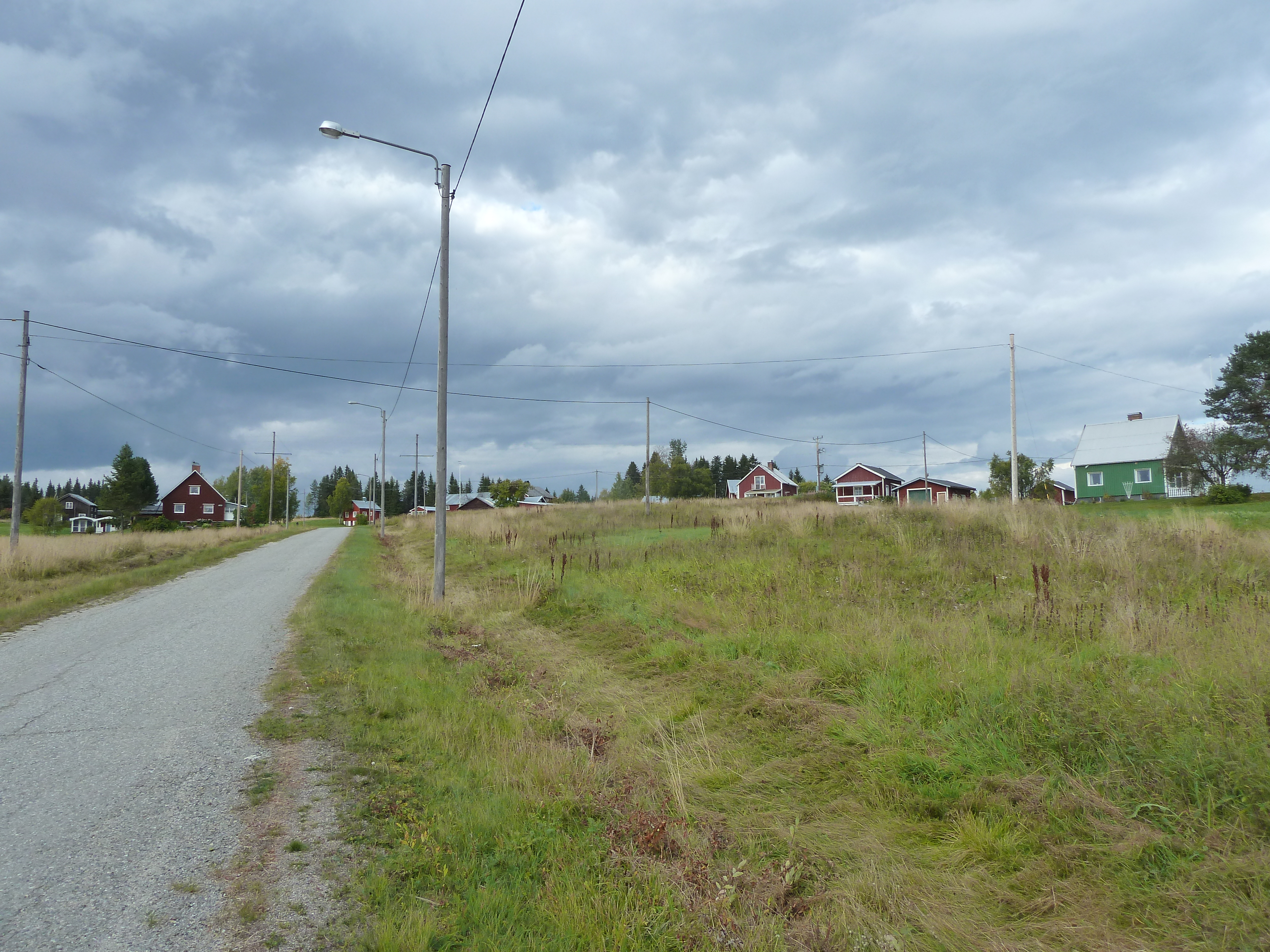
Ansicht des Dorfes

Tjärn ist ein Dorf in der Gemeinde Örnsköldsvik der schwedischen Provinz Västernorrlands län sowie der historischen Provinz Ångermanland, zirka 80 Kilometer Luftlinie nordwestlich von Örnsköldsvik. Es liegt etwa zwei Kilometer südlich der Grenze zu Västerbottens län beziehungsweise dem südlichsten Teil Lapplands. Drei Kilometer nordöstlich des Dorfes befindet sich der Berg Karpsjökasen, an dessen Fuß der Moälven entspringt.